# Wadim (Film)
Wadim ist ein deutscher Dokumentarfilm von Carsten Rau (* 1967) und Hauke Wendler (* 1967) aus dem Filmjahr 2011. Er thematisiert am Beispiel des aus Lettland stammenden Flüchtlings Wadim K. die Abschiebepraxis in Deutschland und wurde mehrfach mit Preisen ausgezeichnet.

## Handlung
Der Film dokumentiert das Schicksal des 2005 im Alter von 18 Jahren aus Deutschland abgeschobenen Wadim K.
1992 verlassen die Eltern Viktoria K. und Sergej K. mit dem sechsjährigen Wadim und seinem jüngeren Bruder Lettland und beantragen in Deutschland politisches Asyl, da sie sich als Angehörige der russischen Minderheit nach der Wiederherstellung der Unabhängigkeit Lettlands diskriminiert fühlen. Der Asylantrag wird 1995 jedoch abgelehnt, die Familie nur geduldet. Ihre Staatsangehörigkeit bleibt ungeklärt, da die sowjetischen Pässe nicht mehr gültig sind und ihnen, trotz mehrerer Anfragen, kein Staat neue Papiere ausstellt.
Wadim wächst in Hamburg auf, besucht ein Gymnasium, spielt Fagott und wird Messdiener. Die Familie ist jedoch permanent von Abschiebung bedroht, sie muss immer wieder kurzfristig bei der Ausländerbehörde vorsprechen und lebt in ärmlichen Verhältnissen. Den Eltern wird es nicht erlaubt, arbeiten zu gehen, so wie den allermeisten Flüchtlingen, die mit einer Duldung in Deutschland leben. 1998 schließen Lettland und Deutschland ein Abkommen, dass Lettland abgelehnte Asylbewerber aufnimmt. Ab diesem Zeitpunkt entwickeln die Eltern Depressionen, später auch andere schwere psychische Erkrankungen. Die Familie leidet unter der angeschlagenen Psyche der Eltern, Vater Sergej K. und Wadim geraten immer häufiger aneinander. Gleichzeitig verschlechtern sich Wadims schulische Leistungen rapide. 2001 muss er das Gymnasium verlassen, zunächst wechselt er an die Real-, dann an die Hauptschule. Später erwirbt er seinen Hauptschulabschluss und beginnt eine außerbetriebliche Ausbildung.
In der Nacht des 4. Februar 2005 unternimmt die Ausländerbehörde einen Abschiebeversuch, bei dem sich die Mutter Viktoria K. die Pulsadern aufschneidet und der Vater Sergej K. wegen Widerstands verhaftet wird. Da Wadims jüngerer Bruder minderjährig ist und nicht von den Eltern getrennt werden darf, wird Wadim allein mit dem Flugzeug nach Riga abgeschoben. Ohne Sprachkenntnisse und mit nur zehn Euro wird er den lettischen Grenzbeamten übergeben, die ihm mitteilen, dass er sich selbst um eine Unterkunft kümmern muss. Wadim kommt zunächst in ein Obdachlosenheim. In den folgenden Monaten versucht er sich in Riga eine Existenz aufzubauen. Anfang 2006 reist Wadim illegal nach Deutschland, Frankreich, Schweiz und Belgien auf der Suche nach einer festen Arbeit, wird jedoch mit 20 Jahren wieder nach Lettland abgeschoben.
Wadims Eltern erhalten in Deutschland aufgrund ihrer schweren psychischen Erkrankung eine Aufenthaltsgenehmigung. Wadim selbst unterliegt seitens der deutschen Behörden einer Einreisesperre, da er, wie in solchen Fällen üblich, die Kosten seiner Abschiebung tragen soll, dieses aufgrund seiner minimalen Einkünfte und der prekären Lebensverhältnisse der kranken Eltern aber nicht kann. Er reist mehrmals illegal nach Hamburg, das er als seine Heimat betrachtet. Die Eltern drängen ihn jedoch aus Angst vor einer erneuten Abschiebung dazu, sich anderswo ein neues Leben aufzubauen. Nachdem er die letzten Wochen zuvor mit seinen Freunden in Hamburg verbracht hat, nimmt sich Wadim am 20. Januar 2010 im Alter von 23 Jahren das Leben, indem er sich vor eine Hamburger S-Bahn wirft.
Der Film begleitet mehrere der zentrale Protagonisten in ihrem Alltag, zeigt Impressionen von den Originalschauplätzen, private Fotos und Videoaufnahmen der Familie sowie Interviews mit Wadims Eltern, ihrem Anwalt, Freunden, Lehrern und Arbeitgebern Wadims sowie dem Leiter der Hamburger Ausländerbehörde.

## Hintergrund
Zwei Wochen nach dem Suizid Wadims wandte sich der Anwalt der Familie Markus Prottung an die Produzenten Carsten Rau und Hauke Wendler, die mit ihrem Unternehmen PIER 53 Filmproduktion bereits vorher Dokumentationen zum Thema Migration realisiert hatten, um die Öffentlichkeit auf den Fall aufmerksam zu machen. In den Monaten danach entstand die Idee, einen abendfüllenden Dokumentarfilm über Wadims Schicksal zu produzieren. Ein Jahr später stimmte der NDR zu, als Koproduzent aufzutreten, und die Filmförderung Hamburg-Schleswig-Holstein unterstützte das Projekt, so dass die Finanzierung geregelt war.
Das Filmteam begleitete Wadims Eltern ein halbes Jahr lang, die dabei ihre Erinnerungen schilderten. Insgesamt dauerte die Produktion des Films fast zwei Jahre. Er wurde am 12. November 2011 auf dem Kasseler Dokfilmfest uraufgeführt und lief am 13. Dezember 2011 um 24 Uhr im NDR. Die internationale Premiere fand am 30. April 2012 auf dem Dokumentar-Festival Hot Docs in Toronto statt. Weitere Vorführungen auf Festivals und in ausgewählten Kinos folgten. Am 9. Januar 2013 sendete die ARD den Film um 22:45 Uhr.
Am 8. Januar 2014 verstarb Viktoria K., Wadims Mutter, im Alter von nur 48 Jahren an einer Lungenentzündung.

## Rezeption
Der Film Wadim traf auf ein positives Medienecho. Christoph Twickel vom Spiegel bezeichnete ihn als «herausragende TV-Doku». Seine Stärke sei es, die «Brutalität solcher Maßnahmen [der Behörden] sachlich für sich sprechen zu lassen». Die Welt untertitelte mit «der bewegende Dokumentarfilm "Wadim"». Bei der Vergabe des Katholischen Medienpreises im November 2012 lobte die Jury ihn als «handwerklich virtuosen Film». Fritz Pleitgen hob bei der Laudatio hervor, dass die Produzenten sich trotz des emotionalen Themas unparteiisch verhalten und mit ihrer Dokumentation wichtige Aufklärungsarbeit geleistet hätten.

## Auszeichnungen
- 2012: Otto-Brenner-Preis Spezial[7]
- 2012: Katholischer Medienpreis[6]
- 2012: SehStern in der Kategorie Beste Dokumentation 2011
- 2013: Nominierung für den Deutschen Dokumentarfilmpreis[8]